# Аро (комарка)
Аро (исп. Comarca de Haro)  — район (комарка) в Испании, входит в провинцию Риоха в составе автономного сообщества Риоха.

## Муниципалитеты
1. Абалос
2. Ангусиана
3. Бриньяс
4. Брионес
5. Касаларрейна
6. Сельориго
7. Сидамон
8. Сиури
9. Кускуррита-де-Рио-Тирон
10. Фонсеа
11. Фонсалече
12. Гальбаррули
13. Химилео
14. Аро
15. Очандури
16. Ольяури
17. Родесно
18. Сахасарра
19. Сан-Асенсио
20. Сан-Мильян-де-Екора
21. Сан-Торкуато
22. Сан-Висенте-де-ла-Сонсьерра
23. Тирго
24. Тревиана
25. Вильяльба-де-Риоха
26. Сарратон